# Лисовенко, Алексей Анатольевич
Алексей Анатольевич Лисовенко (род. 14 ноября 1979, Калининград, Московская область) — российский политический деятель, депутат Государственной Думы VII созыва от партии «Единая Россия».

## Биография
Алексей Лисовенко родился 14 ноября 1979 года в Калининграде Московской области (ныне город Королёв).
В 2003 году в 23 года окончил Московский государственный университет леса по специальности «стандартизация и сертификация».
В октябре 2007 года занял должность председателя молодежной общественной палаты, созданной при муниципальном собрании внутригородского муниципального образования Бабушкинское в Москве. Руководителем муниципалитета на тот момент являлся Михаил Земенков, который занимал должность с 2002 по 2012 год.
2 марта 2008 года в Москве состоялись выборы депутатов муниципальных собраний, в том числе и в Бабушкинском районе. Выборы проходили в трёх многомандатных округах, распределялось по 4 мандата в каждом. Лисовенко был выдвинут от «Единой России» в депутаты муниципального собрания Бабушкинского района по многомандатному округу №1. В этом округе из 8 зарегистрированных кандидатов 4 были от партии «Единая Россия», среди них и индивидуальный предприниматель Алексей Лисовенко. По итогам голосования все 4 единоросса были избраны. При этом Лисовенко получил 3230 голосов и занял третье место. С марта 2008 года по март 2012 года — депутат муниципального Собрания внутригородского муниципального образования Бабушкинское в городе Москве 2 созыва.
В сентябре 2011 года вошёл в координационный совет общественной организации «Молодые депутаты».
4 марта 2012 года в Москве состоялись выборы депутатов муниципальных собраний. Лисовенко вновь баллотировался в депутаты муниципального собрания Бабушкинского района по многомандатному округу №1 (4 мандата), однако уже как самовыдвиженец. Всего округе было зарегистрировано 19 кандидатов. По итогам голосования Лисовенко получил 2204 голоса, занял второе место и был избран. В марте 2012 года депутаты муниципального собрания Бабушкинского района избрали Лисовенко главой муниципального округа.
В 2015–2016 годах был заместителем руководителя исполнительного комитета Московского городского отделения «Единой России».
Летом 2016 года выдвинут на выборах в Госдуму VII созыва от партии «Единая Россия» в составе федерального списка кандидатов. В списке входил в региональную группу № 35 от города Москвы, где шёл 14 номером. Выборы состоялись 18 сентября 2016 года, по итогам распределения мандатов в Госдуму не прошёл.
С апреля 2016 года по январь 2020 года — директор государственного бюджетного учреждения Москвы «Центр молодежного парламентаризма».
10 сентября 2017 года в Москве состоялись выборы депутатов муниципальных собраний. Лисовенко вновь избран депутом муниципального собрания Бабушкинского района. Вновь занял должность главы муниципального округа.
В январе 2020 года мэр Москвы Сергей Собянин назначил Алексея Лисовенко заместителем руководителя департамента территориальных органов исполнительной власти Москвы. Служебный контракт с ним заключён сроком на пять лет. После этого назначения Лисовенко покинул должность главы муниципального округа Бабушкинский и сдал мандат муниципальног депутата.
3 февраля 2021 года получил мандат депутата Государственной думы, освободившийся после смерти Николая Антошкина от последствий коронавируса. В полномочия вступил 5 февраля 2021 года.

## Личная жизнь
Женат, воспитывает дочь.

## Награды
- Почётная грамота Московской городской избирательной комиссии
- Юбилейная медаль «Московская городская Дума. 25 лет»
- Благодарность Мэра Москвы